# Hjorten
Hjorten (en français : le cerf) est un bâtiment situé dans le quartier II à Turku en Finlande.

## Hjorten
Hjorten est un immeuble résidentiel de style Art nouveau construit  en 1904 à côté de Vartiovuorenmäki. 
Le nom Hjorten (cerf) du bâtiment conçu par Frithiof Strandell vient du nom de l'îlot urbain  du plan de la ville de Turku dessiné par Carl Ludwig Engel.
Situé dans un endroit bien en vue, Hjorten a été le premier édifice Art nouveau conçu par Frithiof Strandell.
Les modèles de Hjorten étaient le château de Turku et d'autres châteaux médiévaux avec leurs tours et leurs baies vitrées, ainsi que les villas situées à Ruissalo.
Le bâtiment ressemble à des ouvrages d'Eliel Saarinen, et les deux architectes partageaient un intérêt pour l'architecture des châteaux.
Les plans de la maison sont datés de mai 1903. 
L'entrepreneur du bâtiment, Johan Malin, avait déjà commencé à construire Hjorten, mais Frithiof Strandell a changé ses plans pendant les travaux de construction. 
C'était typique de Frithiof Strandell. 
Malgré les changements, le bâtiment a été achevé dans les délais prévus à l'été 1904. 
De nos jours, Hjorten est considéré comme l'un des bâtiments Art nouveau les plus beaux et les plus spéciaux de Turku.

## Kalven
Une extension à Hjorten était prévue avant même que la partie originale ait eu le temps d'être achevée. 
La principale raison de ces projets était que le pharmacien Frans D. Ditzler voulait devenir copropriétaire de la maison, mais tous les appartements étaient déjà réservés. 
Les autres copropriétaires ont accepté lorsque Strandell a conçu un nouveau bâtiment du côté de Kaskenkatu, appelé Kalven (le veau).
L'annexe de forme un peu plus simple est achevée en 1906. 
La nouvelle aile du côté de Kaskenkatu à aussi d'un espace pour quatre locaux commerciaux.
Au début, les locaux abritaient, entre autres, la papeterie Selma Laipio, le barbier Uno Jonsson, le cordonnier U. A. Tallberg et les traducteurs Brita et Sigrid Andsten.
Les étages résidentiels de l'annexe comportaient chacun deux appartements. 
Le plus grand était un appartement de quatre pièces sans cuisine et le plus petit était un appartement de deux pièces avec cuisine.

## Accès
Hjorten est desservi par les bus: 13, 18 et 88.